# Distrito de Yanaoca
El distrito de Yanaoca es uno de los ocho distritos que conforman la provincia de Canas, ubicada en el departamento del Cuzco en el sur del Perú.

## Historia

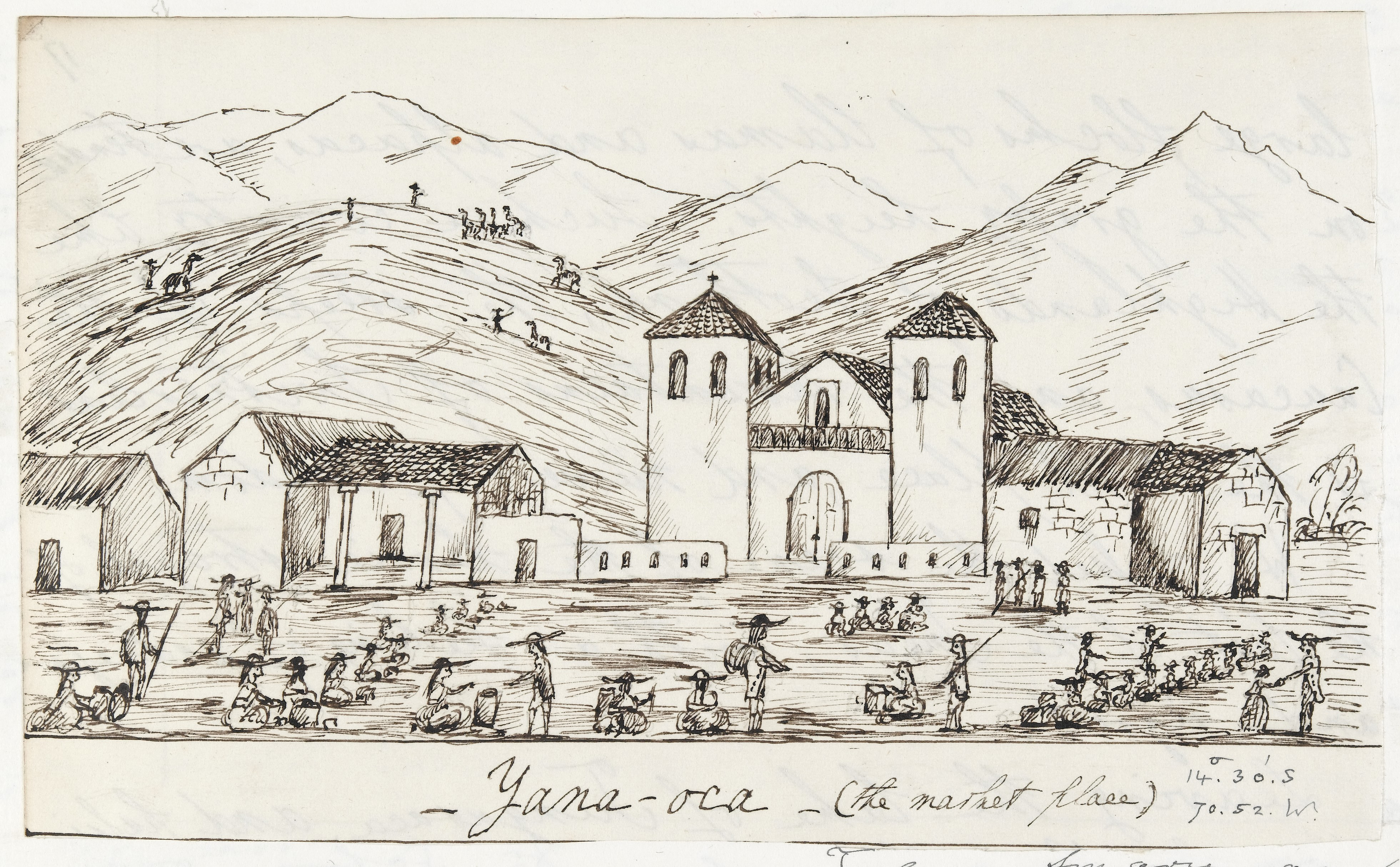
Esbozo de Yanaoca en un día de mercado en 1853 de Clements R. Markham.

El distrito fue creado mediante Ley del 29 de agosto de 1834, en el gobierno de Luis José de Orbegoso y Moncada.Considerado como
una de las provincias más pobres de departamento de Cusco.

## Geografía
Ubicada en una zona frígida, las temperaturas medias oscilan entre 8.6 °C. y 7.2 °C.

## Capital
La Capital del distrito es el poblado de Yanaoca. La temporada más propicia para la visita de turismo es de abril a octubre.

## Festividades
- Mayo: Cruz Velacuy.
- Julio: Santiago.
- Noviembre: San Martín de Porres.